# Tunnträsket
Tunnträsket är en sjö i Borgå stad i Finland.   Den ligger i landskapet Nyland, i den södra delen av landet, 50 km nordost om huvudstaden Helsingfors. Tunnträsket ligger 30 meter över havet. Den ligger vid sjöarna  Veckjärvi och Lillsjön. I omgivningarna runt Tunnträsket växer i huvudsak blandskog. Arean är 23,2 hektar och strandlinjen är 2,7 kilometer lång. Sjön  ingår i Illbyåns huvudavrinningsområde. 